# Cecilie Leganger
Cecilie Leganger, née le 3 mars 1975 à Bergen, est une ancienne handballeuse norvégienne. Elle est l'une des plus grandes gardienne de but du handball féminin mondial : elle a été élue meilleure handballeuse mondiale en 2001,, meilleure joueuse du Championnat du monde 1993 à tout juste 18 ans et a été élue à six reprises, un record, meilleure gardienne d'un championnat du monde ou d'Europe. À son palmarès figurent notamment le championnat du monde 1999, le Championnat d'Europe 1998, trois Ligues des champions et sept championnats nationaux.

## Biographie
Débutant dans le handball à treize ans, elle évolue durant ses premières années dans des clubs norvégiens.
Cecilie Leganger fréquente les équipes jeunes et remporte le championnat d'Europe junior en 1992. Puis, le 2 février 1993, elle connait sa première sélection en équipe nationale de Norvège alors qu'elle n'a pas encore 18 ans. Ce qui n'aurait pu être qu'un essai précoce est rapidement confirmé puisqu'elle est retenue pour participer au Championnat du monde 1993 en novembre en compagnie de deux autres gardiennes, Annette Skotvoll et Hege Frøseth. Mais c'est Leganger qui s'impose rapidement comme titulaire et réalise une très grosse performance au point d'être élue meilleure joueuse et meilleure gardienne du tournoi,. L'année suivante, elle est de nouveau la meilleure gardienne du championnat d'Europe 1994, remportant une nouvelle médaille de bronze. Elle est malgré tout toujours retenue avec les équipes jeunes et remporte le bronze lors du Championnat du monde junior en 1995 (da), puis termine quatrième du Championnat du monde 1995. Leganger est de nouveau nommée meilleure gardienne et reçoit une montre en or comme prix mais, regrettant que la gardienne sud-coréenne Moon Hyang-ja n'ait pas été distinguée, elle saisit le microphone lors de la cérémonie de remise des prix et lui a donné la montre. Ce geste lui vaudra, en 1998, de recevoir le Prix international du Fair Play.
En plus de ces performances en équipes nationales, elle joue également beaucoup avec son club (Fyllingen Håndball puis Tertnes Bergen) et est très sollicitée de demandes extra-sportives. Acceptant presque toutes ces sollicitations, Cecilie Legagner craque au point de mettre un terme à sa carrière en janvier 1996 à seulement 20 ans,.
Elle ne retrouve les salles de handball qu'en juillet 1997, rejoignant de nouveau un club norvégien le Bækkelagets SK. Elle contribue à la première victoire d'un club norvégien dans une coupe européenne, la Coupe des vainqueurs de Coupe. L'année suivante, le club remporte trois trophées, le championnat de Norvège, la Coupe de Norvège tout en conservant son trophée européen.
Elle ne retrouve la sélection norvégienne qu'en décembre 1998, près de trois ans après sa dernière sélection et participe au championnat d'Europe 1998. La sélection norvégienne remporte le titre et bien que Leganger ne participe pas à la finale en raison de choix tactique, elle est nouveau élue meilleure gardienne du tournoi, titre qu'elle s'empresse de partager avec sa compatriote Heidi Tjugum. Au Championnat du monde 1999 qui se déroule en Norvège et au Danemark, elle est l'une des principales contributrices à la victoire finale de la sélection norvégienne. Elle arrête ainsi huit jets de sept mètres en quart de finale face à l'Ukraine, puis écœure les attaquantes autrichiennes en demi-finale. En finale, elle est l'une des raisons principales de la victoire norvégienne face à de surprenantes Françaises qui contraignent Leganger et ses compatriotes à deux prolongations avant de finalement céder sur le score de 24 à 25. Comme souvent, elle est de nouveau désignée meilleure gardienne du tournoi.
En 2000, elle dispute ses premiers Jeux olympiques après avoir subi une blessure à la hanche. Malgré cela, elle joue à un bon niveau et la Norvège se retrouve en demi-finale face à la Hongrie. Lors de ce match, elle n'est pas en réussite, comme sa compatriote Heidi Tjugum qui la supplée, et les Hongroises se qualifient pour la finale. Les Norvégiennes parviennent toutefois à remporter la médaille de bronze. Par la suite, elle décide de ne pas participer au championnat d'Europe 2000 pour privilégier ses études.
En conflit avec son club du Bækkelagets SK concernant la prolongation de son contrat, elle retourne en 2001 au Tertnes Bergen pendant deux saisons.
De retour en équipe nationale pour le championnat du monde 2001, elle remporte la médaille d'argent, battue par la Russie, et y retrouve le titre de meilleure gardienne de la compétition.
En 2002, elle est élue meilleure handballeuse mondiale de l'année 2001, devançant de huit points la Chinoise Chao Zhai et presque à trente l'Espagnole Natalia Morskova, qui fait partie des meilleures joueuses arrières au monde depuis plus de 15 ans.
En 2003, après toutes ces années en Norvège, elle décide de tenter une carrière à l'étranger, rejoignant le club slovène du RK Krim. Elle y emporte les deux titres sur la scène nationale et participe à la ligue des champions, compétition où le club atteint la finale, remportée par le club de Slagelse DT. Cette saison est également marquée par sa dernière compétition internationale lors du championnat du monde 2003 disputé en Croatie où la Norvège est éliminée lors du tour principal à la différence de buts particulière avant de s'incliner face à l'Espagne pour la cinquième place. C'est d'ailleurs face à cette dernière sélection qu'elle dispute ses deux derniers matchs en mars 2004. 
Pour la saison 2004-2005, elle rejoint la ligue danoise pour évoluer avec le club qui l'a battu en finale européenne, Slagelse DT. Elle y remporte le titre de championne du Danemark, mais surtout la plus haute compétition européenne, la Ligue des champions, grâce à sa victoire en finale face à... son ancien club slovène. Avec le club danois, elle continue de remporter des trophées, coupes du Danemark, championnat en 2007 et une nouvelle ligue des champions en 2007 face aux Russes du HC Lada Togliatti.
À l'issue d'année 2008, elle reste au Danemark et rejoint le FC Copenhague puis en 2010, elle retourne en Norvège au Larvik HK.
En 2011, elle remporte sa troisième Ligue des champions avec son club de Larvik HK.
Sollicitée par le sélectionneur Þórir Hergeirsson pour participer aux Jeux olympiques 2012, elle préfère renoncer pour se focaliser sur sa carrière en club et sur ses études de médecine
En septembre 2014, à 39 ans, elle décide, à la surprise générale, de mettre un terme à sa carrière avec effet immédiat,, évoquant ses multiples pépins physiques contractés lors de ses dernières années de carrière.

## Palmarès

### Club
Compétitions internationales
- Vainqueur de la Ligue des champions  (3) : 2005 et 2007 (avec Slagelse DT) et 2011 (avec Larvik HK)
- Vainqueur de la Coupe des vainqueurs de Coupe (3) : 1998, 1999 et 2009

Compétitions nationales
- Vainqueur du championnat de Norvège (5) : 1999, 2011, 2012, 2013, 2014
- Vainqueur de la Coupe de Norvège (5) : 1999, 2001, 2012, 2013, 2014
- Vainqueur du championnat du Danemark (1) : 2005
- Vainqueur de la Coupe du Danemark (2) : 2006, 2010
- Vainqueur du championnat de Slovénie (1) : 2004
- Vainqueur de la Coupe de Slovénie (1) : 2004

### Sélection nationale
Cecilie Leganger cumule 162 sélections et un but en équipe nationale norvégienne entre 1993 et 2004. Ses résultats sont :
Jeux olympiques
- Médaille de bronze aux Jeux olympiques de 2000 de Sydney

Championnats du monde
- Médaille d'or du Championnat du monde 1999
- Médaille d'argent du Championnat du monde 2001
- Médaille de bronze du Championnat du monde 1993
- 4e place du Championnat du monde 1995
- 6e place du Championnat du monde 2003

Championnats d'Europe
- Médaille d'or du Championnat d'Europe 1998
- Médaille de bronze du Championnats d'Europe 1994/>

### Distinctions personnelles
Distinctions générales
- élue meilleure handballeuse mondiale de l'année en 2001[2],[3]
- élue meilleure handballeuse norvégienne de tous les temps[réf. nécessaire]
- élue meilleure gardienne de but norvégienne de tous les temps[réf. nécessaire]
- Karolineprisen (de) en 1994
- Prix international du Fair Play en 1998

Distinctions liées à une compétition
- élue meilleure joueuse du Championnat du monde 1993
- élue meilleure gardienne du championnat du monde (4) : 1993, 1995, 1999 et 2001
- élue meilleure gardienne du championnat d'Europe (2) : 1994 et 1998
- élue meilleure gardienne du championnat de Norvège (5) : 2000, 2001, 2002, 2011, 2012
- élue meilleure joueuse de l'année au Danemark (1) :  2007[12]
- élue meilleure gardienne du championnat du Danemark (5) : 2005, 2006, 2007, 2008 et 2009[12]